# Benedikt V.
Benedikt V. (* Řím, zemřel 4. července 965 nebo 966 v Hamburku) byl 131. papež katolické církve.

## Životopis
Pocházel ze vznešené římské rodiny z Regio Marini. Byl jáhnem a kardinálem. Pro své vzdělání byl přezdíván grammaticus. Papežem byl zvolen Římany na ochranu jejich svobody a proti římskému císaři, a to jeden den po smrti synodem sesazeného Jana XII. (stalo se tak 22. května 964).
Císař Ota I. Veliký volbu neuznal, oblehl a vyhladověl město Řím a Benedikta čtyři týdny po jeho nástupu do úřadu zajal. Odsoudil jej v přítomnosti svého papežského kandidáta Lva VIII. Benedikt na kolenou žádal o slitování a o milost. Po té jej císař odvezl s sebou do Hamburku, kde ho ponechal ve vyhnanství pod dozorem biskupa Adalga. Papež tam zemřel a v mariánském chrámu (dómu) byl se všemi poctami pohřben.

## Hrob a kenotaf
Mezi léty 998–1000 byly jeho ostatky na příkaz císaře Otty III. wormským biskupem vyzvednuty a převezeny do Říma. V chóru starého hamburského dómu zůstal jen kenotaf, který byl kolem roku 1300 obložen deskami z pestrobarevně malované terakoty. Kenotaf byl roku 1805 zrušen a rozbit, po postavení nového mariánského dómu již nebyl obnoven. Dochovaly se tři fragmenty: jeden je vystaven v ambitu dómu a dva v Muzeu hamburských dějin.
- Zlomek desky z hrobu Benedikta V.
- Portrét papeže Benedikta V. v bazilice sv. Pavla za hradbami
- Ilustrace zobrazující papeže Benedikta V.